# Tågvärme
Tågvärme är ett begrepp som under senare tid fått ett vidare begrepp än det hade från början. Det avser ursprungligen uppvärmning av persontåg, men nu även elektrisk matning till belysning och andra funktioner. Tågvärme finns normalt på alla personvagnar i ett tåg. Även motorvagnståg är försedda med det.

## Med ånglok
De allra första tågen saknade all form av uppvärmning. Det innebar att de kunde bli väldigt nedkylda under vintern. Mycket snart kom önskemål om att värma upp vagnarna. Problemet var på den tiden att hitta sätt att värma upp vagnarna som inte var brandfarligt. En tidig variant som infördes i ett antal länder i Europa var att montera in plåtcylindrar i kupéerna som fylldes med het sand. En nackdel var att det kunde vara brandfarligt. En annan nackdel var att det inte höll värmen så länge. Sanden var glödhet när den fylldes på men svalnade efter en tid och sedan var till slut kupéerna åter iskalla. Efter en tid kom man på att leda ånga från ångloken genom rör och element i vagnarna. Detta innebar en stor förbättring och denna princip levde kvar så länge ånglok fanns i drift. Principen kallas ångvärme. Det blev senare också vanligt att diesellok försågs med en speciell ångpanna för att förse vagnarna med ångvärme. I Danmark levde ångvärme kvar till 1980-talet. Elektrifiering inleddes på 1970-talet på enstaka banor. Svenska vagnar som skulle gå till Danmark fick ha system för ångvärme till slutet av 1970-talet.
I vissa andra länder, inte minst Ryssland som har mycket kalla vintrar, och även i Finland, installerades kol- eller vedeldad kamin i varje vagn. En sådan lösning ansågs alltså brandfarlig i många länder, men inte Ryssland. I Finland anskaffade järnvägsbolaget nya personvagnar i stål (s.k. blå vagnar) mellan år 1961 och 1986, och vagnarna försågs med vattenburen oljeuppvärmning. De första vagnarna (1961–1974) hade även möjlighet att använda ångvärme i stället av olja, men i och med att elektrifiering av järnvägarna tog framsteg och ånglok togs ur bruk (det sista år 1975) ersattes ångvärmeväxlare med elektriska värmeelement under år 1976–1987. Nyare vagnar (1975–1986) försågs från första början med uppvärmning med både el och olja.

## Med ellok

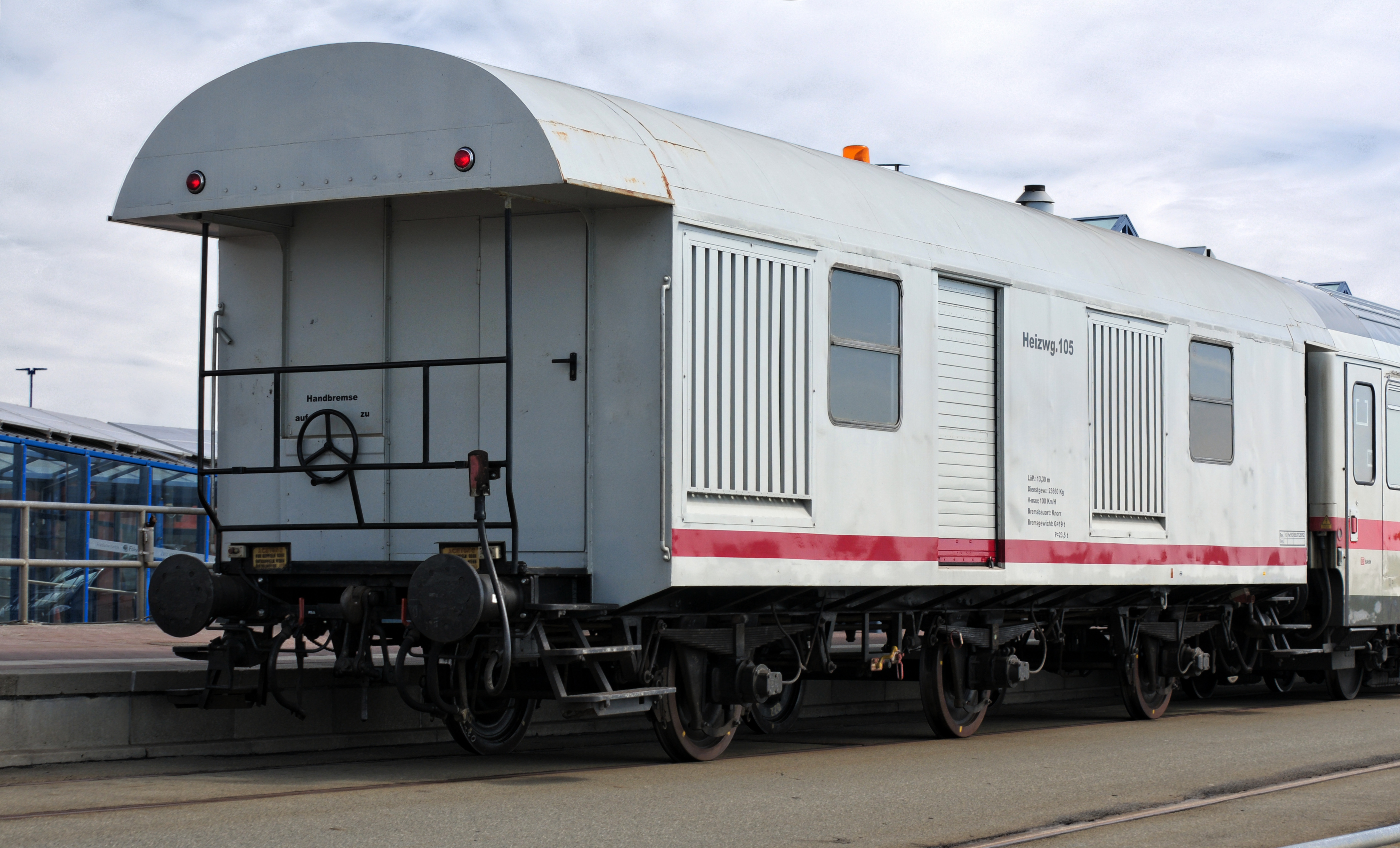
En elektrisk tågvärmevagn i Tyskland, för dieseldrivna tåg

När ellok började användas infördes för dem tågvärmevagnar, små vagnar med ved- eller koleldning som gav varm ånga. När elloken blev vanliga fanns önskemål om att ersätta ångvärmen på vagnarna med elektriska värmeanläggningar. Därför försågs flera vagnar med elektriska värmeanläggningar med elektriska element. Mellan vagnarna installerades grova elektriska kablar och dessa kallas tågvärmekabel. Detta var första gången som personvagnar försågs med elektrisk ström som gick från loken och mellan vagnarna. Det enda behov som tidigare hade funnits för elektrisk ström i vagnarna var för belysning men denna fick sin ström genom en generator på varje vagn.
Sedan elektrisk tågvärme införts, liksom kablar mellan vagnarna har den ström som matas till vagnarna även mer och mer börjat användas även till annat än att värma upp vagnarna. Restaurangvagnarna brukade förr låta spisarna alltid gå på gas men nu kunde de ofta gå på el istället. Generatorerna för belysning togs sedermera bort och ersattes istället med direkt strömmatning från den så kallade elektriska tågvärmeledningen. Även ventilation och luftkonditionering drivs med ström från tågvärmeledningen. Trots att denna elektriska kabel idag har många fler funktioner än att bara värma upp tåget kallas det ändå fortfarande för tågvärme och tågvärmekabel.
Tåg med ång- och diesellok har vid elektrisk tågvärme, en tågvärmevagn som ger el, vanligen från en dieselmotor. Moderna diesellok kan ha inbyggd tågvärmefunktion. Godstågslok, både el- och diesel, kan vara byggda utan tågvärmefunktion, och måste då ha tågvärmevagn om de ska dra persontåg med passagerare.
Elektrisk tågvärme är ett av flera problem vid internationell trafik. I Sverige, Norge , Tyskland, Österrike och Schweiz gäller 1000 V 16,7 Hz spänning i tågvärmekabeln (förutom dieselbanor i Norge som har 1000 V 50 Hz vid uppställningsspår). Andra länder har andra spänningar, vilket innebär att personvagnar inte utan vidare kan kopplas till lok i olika länder. Frekvensen följer som princip kontaktledningens frekvens. Vid den ganska vanliga spänningen 25 kV 50 Hz gäller vanligen 1500 V och 50 Hz tågvärme (bland annat i Finland), och i länder med likström, samma spänning som i kontaktledningen. Se Lista över järnvägarnas elsystem.